# 小奧伊廷湖

54°07′49″N 10°36′16″E / 54.130367°N 10.604553°E
小奧伊廷湖（德語：Kleiner Eutiner See），是德國的湖泊，位於該國北部石勒蘇益格-荷爾斯泰因州，由東荷爾斯泰因縣負責管轄，長1.2公里、寬0.6公里，面積0.37平方公里，平均水深2.3米，最大水深4.7米。